# مارکت‌لویتن
شهر مارکت‌لویتن (به آلمانی: Marktleuthen) در ایالت بایرن در کشور آلمان واقع شده‌است.